# HIV/AIDS의 역사
후천면역결핍증후군 또는 에이즈(AIDS)는 중부와 서부 아프리카 영장류(인간제외)로부터 기인한 인간면역결핍 바이러스(HIV)에 의해 생긴다. 바이러스의 다양한 소집단들은 각기 인간에 대한 감염성을 다른 시기에 얻었지만, 국제적 대유행은  한가지로부터 기인했다. 구체적으로, 1920년대에 벨기안 콩고의 레오폴드빌 (현재는 콩고 민주 공화국의 킨샤사)에서 시작된 HIV-1 - 소집단 M이라는 구체적인 계통으로부터 유래하였다.
에이즈가 병리학적으로 최초로 발견된 것은 1981년 6월 5일 미국 캘리포니아에 사는 게이 남성에게서 발견되었다. 게이 남성에게서 발견된 바이러스의 최초 병명은 "gay"(게이) 바이러스 또는 "gay plague"라고 불렸고 이후 에이즈라는 병명으로 바뀌게 되었다. 캘리포니아에 사는 해당 게이 남성은 숫컷 원숭이와 교미를 했다는 증언이 존재한다.
두 가지의 HIV가 있다: HIV-1과 HIV-2가 있다. HIV-1은 보다 유독하며, 쉽게 전파되기 때문에 세계적으로 수많은 HIV 감염을 일으키는 원인이 되었다. 세계적인 유행병을 일으킨 HIV-1의 종류는 Pan troglodytes troglodytes라고 하는 침팬지의 아종에서 찾아볼 수 있는 구체적인 바이러스와 매우 밀접하게 관련되어 있다. 해당 아종은 중부 아프리카 국가들의 숲에 살고 있으며, 국가의 예시로는 카메룬, 적도기니, 가봉,  콩고공화국 혹은 (콩고-브라자빌 : Congo-Brazzaville) 그리고 중앙 아프리카 공화국이 있다. HIV-2는 보다 덜 전파적이고 대부분 그것의  친척 바이러스와 함께 서부 아프리카의 검댕망가베이(Sooty mangabey - Cercocebus atys atys)라고 하는 긴꼬리원숭이(Old World monkey)에 묶여있다. 대표적인 국가 예시로는 남부 세네갈, 기니-비사우, 기니, 시에라리온, 리베리아 그리고 서부 상아해안(코트디부아르의 해안)에 해당 원숭이가 서식한다.

## 비-인간에서 인간으로 전파
대부분의 HIV 연구자들은 HIV가 어느 시점에서 진화했다고 동의한다. 이 시점은 원숭이 면역결핍증 바이러스(SIV)와 밀접하게 관련되어 있다. SIV 혹은 HIV(돌연변이 후)가 비-인간 영장류로부터 인간으로 전파된것이 비교적 최근이라고 주장한다. ( 즉, 인수공통감염병의 한 종류인 것이다.) 이 분야의 연구는 분자적 계통학을 이용하여 연구되고 있으며, 바이러스들의 게놈 시퀀스를 서로 비교하여 연관성을 찾아내고자 한다.

### 침팬지와 고릴라에서 인간으로 HIV의 전파
과학자들은 일반적으로 HIV-1 그룹이 중앙 아프리카 숲(West Central African forests)에 서식하는 야생 침팬지 고유의 원숭이 면역 결핍 바이러스(simian immunodeficiency viruses, SIVs)로 받아들여져 왔다. 일부 잘 알려진 HIV-1 그룹은 침팬지 아종인 Pan troglodytes troglodytes를 감염시키는 SIV(SIVcpz) 또는 서부저지고릴라를 감염시키는 SIVgor와 관련이 많다. 유행성 HIV-1 변종(group M or Main)과 오직 일부의 카메룬의 사람(그룹 N)에서만 발견되는 희귀한 변종은 카메룬에 사는 Pan troglodytes troglodytes 침팬지의 SIVcpz 균주 풍토명으로부터 발생되었다.  매우 드문 다른 HIV-1 변종(그룹 P)은 카메룬의 SlVgor 변종으로부터 유래되었다. 최종적으로, 대부분 카메룬 출신이지만 인근 국가 출신도 10만명을 감염시킨 HIV-1 그룹 O의 영장류 조상은 2006년 SIVgor로 확인되었다. 유행병 HIV-1 그룹 M은 Sangha River 근처에 있는 카메룬(현대동 주)의 남동부의 우림에서 수집된 SIVcpz와 가장 관련이 많다. 따라서, 이 지역은 침팬지에서 인간으로 바이러스가 처음으로 옮겨진 곳으로 유추된다. 그러나 저장된 혈액 샘플의 HIV-1 초기 감염의 역학 증거와 중앙 아프리카의 오래된 에이즈 사례의 리뷰는 많은 과학자들이 HIV-1 그룹 M 초기 인간 센터가 아마도 카메룬에 있지 않고 더 남쪽에 있는 콩고 민주 공화국(당시 벨기에 콩고), 수도 킨샤사(이전의 레오폴트빌)에 있을 것이라고 믿게 만들었다.
과학자들은 바이러스 돌연변이 비율 추정치와 인간 생물 표본에 보존된 HIV-1 염기서열을 이용하여 침팬지에서 인간으로의 이동은 아마도 적도 아프리카의 빠른 도시화와 식민지화의 시기인 19세기 말이나 20세기 초에 일어났을 것이라고 계산한다. 인수공통감염이 정확히 언제 일어났는지는 알려지지 않았다. 일부 분자 연대 측정 연구는 HIV-1 그룹 M이 아마도 1915년에서 1941년 사이인 20세기 초에 가장 최근의 공통 조상(most recent common ancestor, MRCA)을 가졌다고 제안한다. Kinshasa에서 1960년에 만들어진 조직검사에서 발견된 바이러스 염기서열을 분석하면서 2008년에 발표된 연구는 이전에 알려진 염기서열과 함께 1873년과 1933년 사이에 공통된 조상을 제시했다(중앙 추정치는 1902년과 1921년 사이에 변화). 이전에 유전자 재조합은 계통유전학적 분석을 "심각하게 혼동"하는 것으로 생각되었지만, 나중에 재조합이 "분산을 증가시킬 것으로 예상되지만" 재조합이 체계적으로 편향[결과]되지 않을 것이라는 연구 결과가 제시되었다. 2008년 계통유전학 연구 결과는 이후의 연구를 뒷받침하며 HIV가 "제법 신뢰성 있게" 진화한다는 것을 보여준다. 영장류들이 심각한 멸종 위기에 처해있기 때문에 더 이상의 연구가 방해를 받았다. 표본 분석은 실험 물질의 희귀성 때문에 데이터가 거의 없었다. 그러나 연구원들은 수집된 데이터에서 계통발생에 대한 가설을 세울 수 있었다. 그들은 또한 HIV의 특정 변종의 분자 시계를 이용하여 최초 전염 날짜를 결정할 수 있었고, 이것은 1915–1931년으로 추정된다.

### 검댕망가베이에서 인간으로 HIV-2의 전파
계통발생학적 분석에 따르면 인간에게 상당히 퍼진 HIV-2 변종(HIV-2 그룹 A와 B)과 가장 밀접한 관련이 있는 바이러스는 코트디부아르 서부 타이 숲의 검댕망가베이에서 발견된 SIVsmm이다.
분자 연대 연구는 전염병 집단 (A와 B)이 1905년과 1961년 사이에 인간들 사이에서 퍼지기 시작했다고 시사한다(중앙 추정치는 1932년과 1945년 사이에 변화).

### 야생동물고기 관행
자연 전이 이론('hunter theory' 또는 'bushmeat theory'라고 불리기도 한다)에 따르면,  SIV나 HIV의 "종간 전염에 대한 가장 간단하고 그럴듯한 설명"에서, 사냥꾼이나 야생 동물 판매상들이 사냥이나 정육점에서 사냥이나 도살하는 동안 물리거나 절단되었을 때 바이러스가 유인원이나 원숭이로부터 인간으로 옮겨졌다. 그 결과 동물의 혈액이나 다른 체액에 노출되면서 SIV에 감염될 수 있다. 시골 아프리카인들은 밀림에서 농사짓는 것을 그다지 좋아하지 않았기 때문에, 그들은 그들의 주요 육류 공급원으로서 야생 동물로 눈을 돌렸다. 야생 동물 고기에 대한 과다 노출과 도살은 혈액과 혈액의 접촉을 증가시켜 전염의 가능성을 증가시켰다. 최근 혈청학적 조사에 따르면 중앙 아프리카에서 SIV에 의한 인체 감염이 드물지 않다: 현재 또는 과거의 SIV 감염 증거인 항원에 대한 심각한 반응을 보이는 사람들의 비율은 카메룬의 일반 인구에서 2.3%, 야생 동물 고기를 사냥하거나 사용하는 마을에서 7.8%, 그리고 이 마을에서 가장 노출된 사람들에서 17.1%였다. 비록 자연 선택이 인간 숙주의 T 세포에서 감염되고 번식할 수 있도록 적응할 수 있는 모든 바이러스를 선호하지만, 어떻게 SIV 바이러스가 유인원/원숭이로부터 사냥꾼이나 야생 동물 취급자에게 감염 후 HIV로 변형되었는지는 여전히 논쟁의 대상이다.
HIV의 하위 유형인 HIV-1C는 남미에 그 기원이 존재한다. 야생 동물 고기의 소비는 남미에서 HIV-1C가 출현한 가장 유력한 원인이기도 하다. 그러나 남미에서는 SIV 바이러스를 옮기는 유인원의 종류가 다르다. 연구원들에 따르면, 주요 시작 지점은 브라질 정글 어딘가에 있다고 한다. HIV와 밀접한 관련이 있는 SIV 변종은 영장류의 특정 분류 내에 섞여 있었다. 이것은 그 바이러스의 인수공통감염이 이 지역에서 일어났을 수도 있다는 것을 암시한다. 국가 간의 지속적인 이민은 바이러스의 전염을 증가시켰다. 일부 과학자들은 HIV-1C 변종이 아프리카에 유입된 시기와 거의 동시에 HIV-1C 변종이 남아메리카에 퍼졌다고 믿고 있다. 이 이론은 꽤 최근에 나왔고 살인 변종이 아니기 때문에 거의 연구가 이루어지지 않았다.

## 발생

### HIV 발생 및 출현에 대한 해결되지 않은 의문
주요 HIV/SIV 계통발생 연관성의 발견은 HIV의 광범위한 생물지리학을 설명할 수 있게 한다: HIV-1 그룹의 초기 중심지는 중앙아프리카였다. 중앙아프리카에는 SIVcpz와 SIVgor 바이러스(침팬지와 고릴라)와 관련된 영장류가 존재했다. 몇몇 HIV-1과 HIV-2 변종이 SIVcpz, SIVgor, SIVsmm 바이러스로부터 유래하고, 야생 동물 고기 관행이 인간에게 이종 간 전염의 가장 그럴듯한 원인을 제공한다는 것은 분명하다.
야생 동물 고기 관행이 중앙 아프리카와 서아프리카에 널리 퍼져 있고, 그로 인한 인간 SIV 감염이 흔함에도 불구하고 4개의 HIV 그룹 (HIV-1 그룹 M과 O, 그리고 HIV-2 그룹 A와 B)만이 인간 개체군에 상당히 확산된 이유는 아직 밝혀지지 않았다.
또한, 인간은 SIV에 예전부터 노출되었음에도 불구하고, 모든 전염병 HIV 집단이 20세기에만 거의 동시에 나타난 이유도 밝혀지지 않았다. (최근의 계통 연구는 SIV가 적어도 수만 년 이상 되었다고 보여주었다.)

### 기원 및 유행병의 발생
2008년에 이 바이러스에 대한 유전자 연구는 HIV-1M 그룹의 가장 최근의 공통 조상이 1910년경 벨기에의 콩고 도시인 레오폴트빌로 거슬러 올라간다고 암시했다.
2014년, 옥스포드 대학과 벨기에 루벤 대학의 과학자들이 실시한 연구에 따르면, 매년 약 백만 명의 사람들이 1920년대에 최초로 알려진 HIV 감염자의 발원지였던 유명한 도시 킨샤사를 통해 유입되기 때문에, 벨기에 철도에 탑승한 승객들은 넓은 지역에 바이러스를 퍼트릴 수 있었다. 이 연구는 또한 아프리카 HIV 확산의 원인이 된 다른 요인들로써 급증하는 성 매매, 급속한 인구 증가, 그리고 보건소에서 사용되는 살균되지 않은 주사바늘이 있다고 밝혔다.

#### 사회의 변화와 도시화
비어트리스 한(Beatrice Hahn), 폴 M. 샤프(Paul M. Sharp)와 그들의 동료들은 "HIV의 확산은 20세기 아프리카에서의 인구 구조와 행동의 변화와 아마도 인간 대 인간 바이러스 확산의 기회를 제공한 의학적 개입에 의한 것 같다"고 제안했다.1880년대에 아프리카를 위한 쟁탈전이 시작된 후, 유럽의 식민지 강국들은 도시, 마을, 그리고 다른 식민지를 세웠다. 대체로 남성적인 노동력을 서둘러 고용하여 부두와 항구, 철도, 기타 인프라, 그리고 농장에서 일하게 했다.이것은 전통적인 부족의 가치를 붕괴시켰고 많은 파트너를 통한 가벼운 성 활동을 선호했다. 초기 도시에서 여성들은 시골 부족의 규칙으로부터 상대적으로 해방감을 느꼈고 많은 여성들이 오랜 기간 동안 결혼하지 않거나 이혼했는데, 이것은 아프리카 전통 사회에서는 드문 일이다.
마이클 워러비(Michael Worobey)와 동료들은 도시의 성장이 아마도 HIV의 전염병 출현에 한 역할을 했을 것이라고 생각했는데, 두 개의 오래된 HIV 변종의 계통연대가 중앙아프리카의 주요 식민지 도시가 설립된 직후 이 바이러스가 퍼지기 시작했음을 시사하고 있기 때문이다.

#### 식민주의-아프리카
Amit Chitnis, Diana Rawls, 그리고 Jim Moore는 HIV가 특히 프랑스 적도 아프리카에서 식민주의와 관련된 혹독한 환경, 강제 노동, 추방, 안전하지 않은 주사 및 백신 접종 관행의 결과로 전염병이 되었을 수도 있다고 제안했다. 농장, 건설 프로젝트 및 기타 식민지 기업의 근로자들에게 야생 동물 고기를 공급했으며, 이는 사냥의 증가에 기여하고 SIV에 대한 인간 피폭의 증가에도 기여했을 것이다. 몇몇 역사 자료들은 노동자들에게 공급할 필요성과 총기류가 더욱 널리 보급되었기 때문에 야생 동물 고기 사냥이 실제로 증가했다는 견해를 뒷받침한다.
식민지 당국은 또한 천연두 예방접종과 예방주사를 많이 접종하였는데, 그 중 다수는 사용 사이에 장비를 살균하지 않았다. Chitnis 외 연구진들은 이러한 비경구적인 위험과 강제 노동 수용소와 관련된 매춘 모두 인간 간에 SIV의 연쇄 전염(또는 직렬 통로)을 일으킬 수 있다고 제안했다.게다가, 그들은 강제 노동과 관련된 극심한 스트레스의 조건들이 근로자들의 면역체계를 약화시킬 수 있고, 따라서 SIV에 새로 감염된 누군가의 1차 급성 감염 기간을 연장할 수 있으며, 따라서 이 바이러스의 인간 적응과 추가 전염 가능성을 모두 높일 수 있다고 제안했다.
저자들은 HIV-1이 20세기 초 프랑스 적도 아프리카 지역에서 발생했다고 주장했다. 이후의 연구는 이러한 이론들이 대부분 옳다는 것을 밝혀냈다: HIV-1 그룹 M과 O는 19세기 후반에서 20세기 초반에 사람에게 퍼지기 시작했다.

#### 비무균 주사
2001년 이후 발표된 몇몇 기사에서 Preston Marx, Philip Alcabes과 Ernest Drucker는 불안전하거나 무균상태가 아닌 주사를 통하여 (야생동물사냥꾼과 관련 사람들이 SIV에 감염된 후) 인간 대 인간으로 빠르게 전염되기 때문에 HIV가 출현했다고 제안했다. Chitnis외 연구진과 Sharp 외 연구진 모두 이것이 HIV 출현의 주요 위험 요소 중 하나였을 수 있다고 제안했지만, Marx 외 연구진은 기초 메커니즘을 보다 상세하게 밝히고 식민지 아프리카에서 만들어진 주사 캠페인의 첫 번째 리뷰를 작성했다.
Marx 외 연구진 주장의 중심에는 직렬 경로(또는 직렬 전염)에 의한 적응의 개념이 있다: 각 숙주가 급성 감염 기간에 있는 동안 숙주 간에 빠르게 전염되면 외래성 바이러스(또는 다른 병원체)가 새로운 숙주 종에 대한 생물학적 적응을 증가시킬 수 있다. 이 과정은 적응형 돌연변이의 더 빠른 축적을 선호하기 때문에 면역체계가 바이러스를 억제하기 전에 더 잘 적응된 바이러스 변종이 숙주에 나타날 가능성을 증가시킨다. 그렇게 더 잘 적응된 변종들은 전염병 확산의 가능성을 더 많이 줄 수 있는 짧은 급성 감염 기간보다 더 오랫동안 인간 숙주에서 생존할 수 있다.
Marx 외 연구진은 포획된 원숭이(그 중 일부는 스스로 만들어짐)에서 이종 간 SIV 이동 실험을 보고했는데, 이 실험에서는 직렬 통로의 사용이 서너 마리 통과 후 새로운 원숭이 종에 SIV를 적응시키는 데 도움을 주었다.
이 모델에 동의하는 것은 HIV-1과 HIV-2 모두 인간 유기체에서 상당한 바이러스를 얻는 반면, 인간을 감염시키는 우발적 SIV는 거의 그렇게 하지 않는다는 사실이다. SIV 항체를 가진 사람들은 종종 SIV 바이러스 부하를 매우 낮거나 심지어 감지할 수 없다.
막스 외 연구진은 식민지 시대와 그 이후 아프리카에서 매우 보편적으로 행해졌던 비무균 주사(즉, 주사 바늘이나 주사기가 사용 사이에 살균이나 세척 없이 재사용되는 주사)가 HIV가 인간에 적응할 수 있도록 하는 직렬 통로의 메커니즘을 제공했다고 제안했고, HIV가 20세기에만 유행적으로 나타난 이유를 설명했다.

#### 대량의 항생제 주입
마르크스 외 연구진은 항생제가 도입된 이후 아프리카에서 투여된 주사 건수가 HIV의 발원지에 가장 큰 영향을 미쳤다고 강조한다. 그들은 인간들 사이에 3, 4번 전염되는 연속적인 통과 사슬은 일어날 가능성이 적은 사건이라고 했다. 주사 바늘을 다시 사용하여 감염될 확률은 0.3%과 2%사이이기 때문에 HIV 출현은 항생제가 매우 높은 빈도로 주입되었기 때문이라고 주장했다.
분자 연대 측정 연구는 유행성 HIV 그룹의 초기 확산을 그 이전으로 본다. Marx 외 연구진에 따르면, 이러한 연구는 HIV 집단의 나이를 과대평가했을 수 있는데, 왜냐하면 그들은 분자 시계 가정에 의존하기 때문이고, 바이러스에서 자연 선택의 영향을 설명하지 않았을 수 있으며, 직렬 통과 과정만이 자연 선택과 관련이 있을 수 있기 때문이다.

#### 수면병 예방 주사 캠페인
David Giselquist는 중앙 아프리카의 트리파노소마증(수면병)을 치료하기 위한 대량 주사 캠페인이 HIV-1의 출현에 책임이 있다고 제안했다. 막스 외 연구진과는 달리, Giselquist는 이러한 캠페인 동안 투여된 수백만 개의 안전하지 않은 주사들이 HIV 감염을 전염병으로 확산시키기에 충분하다고 주장했다. 그리고 연속 경로를 통한 HIV의 진화는 20세기 HIV 전염병의 출현에 필수적인 것이 아니었다고 했다.
이 이론은 1910-40년, 즉 HIV-1 그룹이 확산되기 시작한 시기에 절정에 달했던 주사 캠페인에 초점을 맞추고 있다.또한, 이러한 캠페인의 많은 주사들이 정맥주사(피하주사 또는 근육주사보다 SIV/HIV를 전염시킬 가능성이 더 높음)였고, 많은 환자들이 매년 많은 (종종 10개 이상의) 주사를 맞았기 때문에 SIV 연속 통과 가능성이 증가한다는 사실에 초점을 맞추고 있다.

#### 여성 생식기 절단
율리 링크는 음핵 절제술을 받은 여성과의 성관계가 혈액 교환에 도움이 되기 때문에 여성 생식기 절단술의 실행이 아프리카에서 높은 에이즈 발병률에 책임이 있다고 주장했다.

#### 여러 이론들
비무균주사, 수혈 또는 천연두 예방접종과 같은 이론들은 이 분야의 대부분의 과학자들에 의해 그럴듯하게 받아들여지고 있다.
불신받는 HIV/에이즈 기원설에는 초기 구강 소아마비 백신이 침팬지 바이러스에 오염되어 중앙 아프리카 발병으로 이어진다는 소아마비 백신 가설과 같은 몇 가지 이온성 이론이 포함되어 있다.

## 인간이 아닌 영장류에서 SIV의 병원성
대부분의 인간이 아닌 영장류 종에서 자연적으로 감염된 SIV는 치명적인 질병을 일으키지 않는다. 따라서 HIV와 SIV의 유전자 서열을 비교하면 무엇이 인간에게 질병을 일으키는 요인인지 알 수 있다. 대부분의 요인들은 최근에서야 규명되는 중이다. 비인간 SIV에는 CD3, CD4 및 MHC 클래스 I 발현을 하향 조절하는 nef 유전자가 포함되어 있다. 따라서 대부분의 비인간 SIV는 면역결핍을 일으키지 않는반면, HIV-1 nef 유전자는 CD3를 하향조절 능력을 상실하여 만성 HIV의 특징인 면역 활성화 및 세포 사멸을 초래한다.
또한 탄자니아 곰베(Gombe) 지역에서 자연적으로 SIVcpz에 감염된 침팬지에 대한 장기 조사에 따르면, 이전 패러다임과 달리 SIVcpz에 감염된 침팬지의 사망률이 증가하고 인간 에이즈와 유사한 질병을 앓고 있다. 야생 동물의 SIV 병원성은 다른 침팬지 아종과 다른 영장류종에도 존재할 수 있지만 관련된 장기 연구가 부족하여 인정받지 못하고 있다.

## 전염의 역사

### 1959: 데이비드 칼
데이비드 칼은 영국 맨체스터에서 1955년부터 1957년 사이에 해군에서 복무한 견습 인쇄공으로, 1959년 8월 31일에 사망하였다. 그는 에이즈 기회 감염 (ADOIs)에 의한 죽음이라고 종종 잘못 알려져왔다. 면역 체계가 무너지면서 그는 폐렴에 의해 사망하였다. 그의 죽음에 의사들은 당황하였고, 검사를 위해 그의 조직 샘플 50개를 보존하였다. 1990년, 조직이 HIV양성인 것으로 밝혀졌지만 1992년 에이즈 연구원 David Ho가 시행한 두번째 검사에서 조직에 존재하는 HIV의 변종은 이전에 발견된 변종보다는 1990년에 발견된 변종과 유사하다는 것을 발견했다.
그는 DNA 샘플이 실제로 1990년대 에이즈 환자에게서 나온 것이라고 결론지었다. 데이비드 칼의 조직을 재검사한 결과, 그는 바이러스의 징후를 찾지 못했다.

### 1959: 콩고 남자
가장 처음 문서화된 HIV-1 감염 중 하나는 1959년 벨기에 콩고의 레오폴드빌 출신의 한 남성에게서 채취한 혈액 샘플에서 발견되었다. 하지만 이 익명의 남성이 에이즈에 걸린 후 합병증으로 사망을 하였는지 여부는 알려지지 않았다.

### 1960: 콩고 여자
두번째로 문서화된 HIV-1 감염은 벨기에 콩고의 레오폴드빌 출신의 한 여성에게서 채취한 보존된 림프절 생검 샘플에서 발견되었다 .

### 1966: 콩고 남자
다량의 유전 물질이 존재하는 변종 1966년에 38세 남성에게서 채취한 샘플에서 발견되었다 .

### 1969: 로버트 레이포드
1969년 5월, 16세의 아프리카계 미국인 로버트 레이포드는 세인트루이스 시립 병원에서 카포시 육종으로 인해 사망했다. 1987년 Tulane 대학의 의과대학 연구원들은 그의 보존된 혈액과 조직에서 "HIV-1과 밀접한 관련이 있거나 동일한" 바이러스를 발견했다. 당시 그의 케이스 연구를 담당하던 의사들은 그의 성생활에 대하여 자세하게 의논한 적은 없었지만, 그가 성매매를 했거나 성폭행 피해자였을거라고 의심했다. .

### 1973: 우간다 어린이
1972년부터 1973년까지 연구원들은 부르키트 림프종 연구의 대조군으로 삼기위해 75명의 우간다 어린이로부터 혈액을 채취했다. 1985년, 냉동 혈청을 소급 검사한 결과, 50명의 아이들에게 HIV와 관련된 바이러스에 대한 항체가 존재했다.

### 1976: 아르비드 노
1975년과 1976년, 노르웨이 선원인 아르비드 노(가명)와 그의 아내, 그리고 그의 7살 딸은 에이즈로 인해 사망하였다. 그는 서아프리카 해안의 항구에서 처음으로 시간을 보낸 지 8년 후인 1969년에 처음으로 증상을 나타냈다. 그의 첫 아프리카 항해 중 임질감염은 그가 이 시기에 성적으로 활동적이었음을 알려준다. 그와 아내의 조직샘플은 1988년 검사되었고 HIV-1 (Group O)를 포함하고 있었다.

### 1976: 그레이터 라스크
그레이터 라스크: 덴마크 외과의사로, 1964년 Zaire (콩고 민주 공화국의 옛이름)로 여행을 갔다가 1972년에 아픈 사람을 돕기 위해 다시 여행을 갔다. 그녀는 많은 콩고 환자들의 혈액에 직접 노출되었고, 그들 중 한명이 그녀를 감염시켰다. 그녀는 1974년부터 건강이 쇠약해졌고, 1977년에 덴마크에 돌아왔는데, 그녀의 동료들은 그녀의 증상에 당황했다. 그녀는 1977년 12월에 폐렴으로 사망했다. 그녀의 조직은 그녀의 동료들에 의해 검사되었고 1987년 양성으로 판명되었다.

### 서반구(Western hemisphere)로의 전파
HIV-1에 대한 압박은 1971년 즈음 아이티(Haiti)에서 뉴욕(New York City)으로 옮겨진 것으로 여겨진다. 1976년에는 뉴욕에서 샌프란시스코로 확산되었다.
HIV-1은 1967년 경 중앙 아프리카에서 콩고민주공화국(Democratic Republic of the Congo)를 통해 아이티로 간 것으로 보인다.  현재로서는 1966년 경에 콩고 민주 공화국에서 근무하던 개인 혹인 다수를 통해 HIV가 아이티 국가로 유입된 것이라고 의견이 모아지고 있다. 1969년 경 소규모 전염병이 따랐고, 아이티에서 불특정한 개인을 통해 HIV가 미국으로 옮겨왔다. 바로 이 환자 개인이 아프리카 사하라 지역 하부 이외의 지역에서 에이즈에 걸린 사례 대부분의 시작이라고 볼 수 있다. 이후, 1980년대 초기에는 아이티에서 미국으로 이주한 이주민들 사이에서 서로 관련성이 없어 보이는 에이즈 발생 사건들이 기록되었다. 또한, Robert Rayfords의 사건에서 본 바와 같이, 감염이 아무런 관련성 없이 단독으로 발생하는 상황은 1966년 때부터 이미 나타나고 있었다. 바이러스는 결국 일상적이고, 매해 평균
11번 이상의 보호 장치 없이 여러 상대와 성관계를 하는 미국 대도시 내 동성애 사회에 들어왔으며,) 항문 성교가 동반되면서 상대적으로 빠른 전파 속도를 보인. 결과, 폭발적으로 확산되었고 이는 사회적인 이목을 끌게 되었다.
에이즈의 증상이 나타나기 이전 HIV는 잠복기는 10년 이상으로 길기 때문에, 그리고 초기에는 증상이 잘 발생하지 않았기 때문에, HIV는 처음에 눈에 띄지 안핬다. 미국 대도시에서 에이즈 첫 감염 사례들이 보고되자, 몇몇 공동체 내의 HIV의 만연함이 5%를 넘어섰다. 전세계적으로, HIV 감염은 도시에서 지방으로 확산되어왔고, 중국과 인도 영역에서도 나타났다.

### 캐나다의 승무원 이론
캐나다 남자 승무원 개탄 듀가스(Gaëtan Dugas)는 "케이스 057"이라고 불렸고, 이후 "환자 O"라고 불렸는데, 이는 질병 관리 센터(Centrers of Disease Control;CDC) 내 William Darrow 박사의 초기 에이즈 연구에서 알파벳 O는 캘리포니아 남부 밖(Outside)를 뜻한다. 이로 인해, 많은 사람들이 듀가스가 HIV를 북아메리카로 가져온 데에 책임이 있다고 생각한다. 하지만, HIV는 뉴욕시에 1971년 들어왔고, 듀가스는 1974년도 이후에야 에어 캐나다에서 근무하기 시작했다. Randy Shilts가 1987년도에 집필한 책 And the Band Played On (과 그것을 기반으로 한 1993년도 영화)에서는 Dugas가 "환자O"가 아니라 에이즈의 지표사례로 묘사된다. 하지만 책과 영화 모두 그가 북아메리카로 바이러스를 처음 가져왔다고 하지 않는다. 그를 "환자 0번"이라고 잘못 불렸는데, 그 이유는 1983년 HIV에 감염된 것으로 알려진 248명 중 적어도 40명이 그와 성관계를 한 적이 있거나 그와 성관계를 한 사람과 관계를 한 것이기 때문이다.

### 뉴욕시 노숙자들과 정맥주사를 이용하는 사람들
Betty Williams라고 불리는 사회복지사는 퀘이커 신자로 1970년대와 1980년대 초반에 onwards에서 온 뉴욕내 노숙자들과 일한다. Betty는 “마약쟁이 플루(junkie flu)” 혹은 "야윔(dwindles)"라고 불리는 죽음에 대한 이야기를 접했다. 2008년 Act Up Oral History Project 인터뷰에서, 그녀는 “당연히 약물을 주입하는 여성이나 PCP 폐암을 앓는 사람들에 대한 괴담은 있다.. 그리고 그들은 그저 기관지염이 있었다” 그녀가 이어서 “실제로 에이즈와 같은 것들이 노숙자 집단에서 처음에 존재했을 것이라고 믿는다. 왜냐하면 지금 돌이켜보면, "약쟁이(junkie) 폐암”이라는 것이 있었고, 중독자들이 “dwindle”이라고 불리는 야위는 증상을 앓았다. 그리고 이것은 또 다른 초기 에이즈 집단이었다고 생각되지만, 당시 그들은 자신을 위해 어떠한 것도 할 수 없었던 상황이었다.
Julia Epstein는 그녀의 책에 변형된 상태: 질병, 약물과 이야기(Altered Conditions: Disease, Medicine and Storytelling)에 기술하길: "HIV 감염의 초기 역사에 대해 점점 알아갈수록, 적어도 1970년대에는 바이러스가 이미 미국 내 많은 다양한 집단의 면역 시스템에 중대한 침투를 하고 있는 것이 명확해진다.(예를 들어, 1970년대 후반 미국에서 ‘junkie 폐암’의 발병 진단을 후향적으로 봤을 때 이를 알 수 있다) 그리고 이러한 침투는 아프리카 내 여러 국가들에서 대규모 파괴를 일으켜왔다."
일화적 증거에 따르면, 소위 junkie pneumonia이라고 불리는 것은 1977년 뉴욕에서 아편 중독자들에 피해를 입히기 시작했다. Tamsin Wilton는 그녀의 저서 에이즈를 발생시키는 것: 성교, 문서, 그리고 발병에 대한 해체에서 말하길: "1970년대 초부터 사람들이 이유를 알 수 없는 상태에서 아프고 죽어갔고, 그러한 상태들이 우리가 후향적으로 진단했을 때에 ADIS와 연관되었을 것으로 보인다. 예를 들어, ‘약물복용으로 인한 폐암’이라고 불리는 폐암이 있었는데, 이 병은 1970년대 길거리에서 약물을 주입하는 집단에서 확산되었고, 현재는 HIV 주입으로 인해 일어난 것이라고 여겨진다."
Melinda Cooper는 그녀의 저서 가족의 가치: 신자유주의와 신 사회적 보수주의 사이에서에서: "이러한 에이즈 사례들이 오직 ‘약쟁이(junkie) 폐암’이 발현되고 있는 감염성 질병의 증상이라고 여겨지지 않았기 때문이라는 하나의 이유만으로 1970년대에 주목받지 못한 것은 아닐 가능성이 있다: 의문점이 있었던 사람들은 보건 시설에 대한 접근성이 불안정했기에 그들의 죽음이 공중 보건 당국에 전혀 전달되지 않았다."
Agenda라는 신문에 1992년 4월 실린 Pattrice Maurer의 글은 junkie pneumonia를 둘러싼 이슈에 대해 다루었다. 해당 글은 이렇게 시작한다: "1970년대 후반, ‘disco fever’라고 불린 발병 사례가 있었고, 이는 미국을 전반적으로 휩쓸었다. 해당 질병은 뉴욕시에서 정맥주사로 약물을 사용하는 사람들 사이에서는 ‘junkie pneumonia’라고 알려져 있다. 그 글은 더 나아가 이렇게 말한다: "정맥주사 사용자들이 설명할 수 없는 이유로 폐암에 의해 죽어가는 것을 알고 있는 사람은 거의 없었다. 그러한 죽음에 대해 알아챈 소수의 사람들은 그들이 제기한 공중 보건 문제에 대해 조사할 필요성을 느끼지 못했다." 저자는 만약 어떤 사람이 이러한 죽음에 대해 수고롭겠지만 조사를 했더라면, 그들은 현재 에이즈라고 알려진 면역 시스템 질병을 찾았을 것이라고 생각한다.
Steven Thrasher는 그의 저서인 The Guardian'에서 이렇게 언급했다': "사실상, 에이즈를 연구하는 사람들은 카포시 육종(Kaposi sarcoma)이나 폐암과 같은 평범한 증상들이 훨씬 이전부터 혈우병 환자들과 동성애 남성들 사이에서 나타나고 있었으며, 그러한 증상들은 사회의 레이다에 의존해서 사는 노숙자, 정맥주사를 사용하는 사람들, 두려움으로 인해 의학적 치료를 기피하는 사람들에 특히 영향을 준다는 것을 알고 있었다."
Anna Thompson은 TheBody,com이라는 웹사이트에 1993년 가을에 한 글을 올렸는데: “많은 여성들이 폐암, 경부암, 그리고 저하된 면역체계로 인해 ‘의문스럽게’ 악화된 다른 질병들로 인해 죽어가고 있다. 한편, 질병 관리 본부(Centers for Disease Control; CDC)에 의해 여성의 에이즈 사례가 처음으로 발표된 것은 1981년 이후였다.” 그녀는 덧붙여서 이렇게 말했는데: “CDC가 여성의 문제에 대해 다루는 것을 거부하면서 여성은 에이즈에 걸리지 않는다는 의식이 생겼다”
Douglas Crimp가 쓴 에이즈: 문화적 분석/문화적 행동주의라는 글은 약쟁이 폐암(junkie pneumonia)라는 일화적 증거에 대한 관심을 불러일으켰다. 해당 글에서 말하길: "심지어 이러한 수치들은 미국 질병 통제 예방 센터(Centers for Disease Control and Prevention)을 기반으로 하기 때문에 유행병의 시작을 1981년도라고 보고 있다 ...  사실 널리 알려진 일화적 보고에 따르면,  1970년대 내내 ‘약쟁이 폐암’이라고 불리고 폐포자충 폐렴에 의해 죽은 듯으로 보이는 사망 사례가 빠른 속도로 증가함에도 불구하고도 그렇다..." The statistics Crimp writes about were taken from a New York Times article from October 1987 about a NYC Department of Health study that showed that 53% of 에이즈 sufferers were people who injected drugs – more than 150 percent higher than previously reported. 더불어 인용하길: "도시 보건 공무원들은 도시의 200,000 명의 정맥 주사 사용자들의 반절이 에이즈를 일으키는 바이러스에 감염된 것으로 추정했다".
1989년 2월에 나온 “1977년도에서 1987년도까지의 맨해튼, 뉴욕에서의 정맥주사 이용자들 사이에서의 HIV-1 감염”에 대한 연구“는 정맥주사 약물 이용자들 사이에서 HIV가 확산되는 현상에 대해 장기적으로 이해하고자 했다. 에이즈 설문 수치와 연구는 맨해튼에서 HIV 양성 판정 받은 사람들의 수를 구체화했고, 이러한 자료는 에이즈 유행의 정도를 실감하는 데에 중요할 것으로 여겨지는 정보들을 엮는 데에 사용되었다. 해당 자료는, 1988년 9월까지 봤을 때에 정맥주사 약물 이용은 미국의 초기 에이즈 사례 72,223개 중 26%에 달하는 19,139개에서 위험 행동(risk behaviour)로 작용했다고 언급했다. Cases among IDUs in New York in the same period numbered 6,182 (approximately a third of national IDU cases). 이 연구는 데이터를 편집하는 과정에서 사용된 방법에 대한 개요를 서술한다. 한 공동체 내에서 매우 전형적인 정맥주사 이용자들 샘플은 얻기 거의 불가능하며, 치료를 받기 시작한 정맥주사 이용자들의 샘플은 경향성을 모니터링하기 위한 좋은 원천이라고 언급한다. 연구 결과 부분에서, 이 연구는 언급하길: "뉴욕 정맥주사 이용자 사이에서의 HIV-1 감염의 첫 번째 증거는 1977년 태어난 아이들 3명의  사례들이다. 이 사례들은 이후 건강 에이즈 설문 팀의 뉴욕지부에 이후 보고되었다. 이 아이들은 에이즈에 걸리기 이전에 그 어떠한 수혈도 받지 않았고 정맥주사 약물 이용자인 어머니에게서 태어났다."
연구는 더 나아가 성인 정맥주사 이용자 중에서 가장 잘 알려진 에이즈 사례가 1979년 발생했고 정맥주사 이용자 중의 알려진 사례들이 1980년 8개에서 1981년 31개로, 1982년에는 160개, 1983년에는 340개로 급증했다며 발생 개요를 나열한다. Statistics on the incidence of positive tests for HIV, mainly using archived samples, are: 1978 1 out of 11; 1979 13/50; 1980 8/21; 1981–83 14/28; 1984 75/137 and 38/63; 1986 36/55 and 1987 169 out of 294. 논평란에는, 해당 연구에서는 "명백하게 정맥주사 약물을 사용하는 모체에서 태아로 수직적으로 감염된 1977년도 세 사례는, 정맥주사 약물 이용 그룹에서 HIV-1이 유입된 시점이 대략 1975년 혹은 1976년, 혹은 그보다 이전이라고 강력하게 보여준다." 연구에서는, 해당 기간에서의 광범위했던 샘플들이 없다면, 정맥주사 이용자들 속에서의 HIV 확산에 대해 확신을 갖는 것이 불가능하다. 하지만 만성적인 간 질병을 앓고 있는 정맥주사 이용자들의 샘플들의 경우에는 HIV가 유입된 이후 첫 3~4년 동안은 감염의 속도가 20% 아래였다고 보고되었다.
HIV는 뉴욕에서 정맥 약물을 이용하는 사람들 집단에 대략 1975년 경에 유입된 것으로 생각된다. 1975년 봄에, 뉴욕 정부는 국가 재정적 위기를 겪었고 여러 사회 서비스를 정리하게 되었다. 이로 인해 정맥 약물 이용자들은 적대적인 사회정치와 법률적 환경에 의지하게 되었다. 이러한 재정적인 위기로 인해 건강분야를 담당하고 있는 많은 기관들이 특히 큰 타격을 입게 되었고, 이는 HIV/에이즈와 폐결핵이 증가하는 결과로 이어졌다. 2006년 공중보건에 대한 미국 저널(American Journal of Public Health)에 대한 연구를 인용하자면: "1974년과 1977년 사이, 뉴욕에 위치한 건강 부서(Department of Health;DOH)의 예산은 20%로 삭감되었고, 1977년 해당 부서는 1700명의 구성원들을 잃었다(이는 1974년도 인력의 28%에 해당된다). 이러한 감축을 이루기 위해 부서는 20개의 지역 건강 센터 중 7개를 닫았고, 이들의 메타돈(methadone) 프로젝트에서 100만 달러를 삭감했으며, 19명의 건강 교육자들 중 14명을 해고했고, 아동 건강 시설 75군데 중 20군데를 받았고, 14개의 유방 클리닉 시설(해당 시설은 폐결핵 스크리닝과 진단에 필요한 곳이다) 중 6개를 닫았다."
1986년 미국 의료 연합회 저널(Journal of the American Medical Association)에 출간 된 한 연구는 폐결핵과 HIV/에이즈의 관련성에 대해 다룬다. 해당 연구에서는 다음과 같이 인용된다: "적절한 임상적 상황에서도 대응하기 어려울 정도로 폐결핵이 극심하고 비정상적으로 발생하는 것은 에이즈로 인한 것으로 예측되는 감염으로 생각할 수 있다." 더욱이, 1987년도 연구에서는 폐결핵, 에이즈 그리고 미국 내 약물 이용자 간에는 연관관계가 있다고 언급한다. 인용하자면: "에이즈는 따라서 폐결핵을 얻게 되는 위험을 가중시키고, 미국에서는 대부분의 에이즈와 폐결핵 환자들은 오랫동안 약물을 이용해왔다." 1987년도 봄 Gay STD 서비스의 국내 연방정부에서 발행한 한 뉴스레터에는 “폐결핵과 에이즈-코네티컷(Connecticut)”이라는 제목의 글이 있다. 이 글은 폐결핵과 에이즈 간의 연관성을 보여준다.
“치료사회 세계 총회의 진행”(9판, San Francisco, California, 9월 1–6일, 1985)에서의 한 챕터에서는 HIV(이후 HTLV-III/LAV) 항체의 징후를 알기 위해 검사되는 혈청 샘플에 대해 자세하게 다룬다. 인용하자면: "우리는 또한 뉴욕시에서의 유행병에 대한 대대적인 연구를 진행해왔고, 이 과정에서 본래 다른 목적으로 수집된 혈청 샘플 검사결과를 사용했다. 우리는 1960년대 중반이나 된 IV 약물 사용자의 혈청들이 있다. HTLV-III/LAV 항체의 존재를 나타내는 첫 번째 지표는 1978년도의 11개의 샘플 중 하나에 있고...1979년도 샘플 40개의 29%정도가 있고...1980년도 샘플의 44%와 1982년도 샘플들의 52%가 있다. HTLV-III/LAV 바이러스는 1970년대 뉴욕의 정맥 주사 사용자 사이에서 나타나난 것으로 보인다."

### 1981–1982: GRID에서 에이즈로
에이즈 전염병은 공식적으로 1981년 6월 5일에 미국 질병 통제 예방 센터가 주간 이환율 및 사망률 보고서에서 로스앤젤레스에 사는 남성 동성애자 5명에게서 Pneumocystis carinii(현재는 다른 종, Pneumocystis jirovecii)로 야기된 특이한 주폐포자충 폐렴(PCP) 클러스터를 보도하면서 공식적으로 시작되었다. 다음 18개월 동안 전국 도시의 건강한 남성들 사이에서 더 많은 PCP 클러스터가 발견되었으며, 면역 저하 환자에서 흔히 볼 수 있는 기타 기회 질환(카포시 육종 및 지속성 전신 림프절병증 등)도 발견되었다.
1982년 6월, 남부 캘리포니아의 한 동성애자 남성에 대한 사례보고서에서는 성병 전염이 병리학적 매개체 일수있다는 것을 지적했다. 이 증후군은 원래 GRID 또는 "게이 면역결핍 장애"라고 불렸다. 다른 게이 특이적 용어로는, "게이 절충 증후군", "게이 림프절 증후군", "게이 암", "게이 전염병", "동성애 증후군", "지역 사회 획득 면역 결핍 증후군 (CAID) 및 획득 지역 면역 결핍 증후군 (ACID)"이 있었다.
그러나 보건 당국은 곧 이 증후군으로 진단된 사람들의 거의 절반이 동성애자가 아니라는 것을 깨달았다. 혈우병 환자, 헤로인과 같은 정맥 주사 마약 사용, 아이티 출신 이민자들 사이에서도 동일한 기회 감염이 보고되어 일부 연구자들은 이를 4H 질환이라고 부르게 되었다.  1982년 8월까지 질병 통제 센터는 후천성 면역 결핍 증후군(에이즈)이라는 새로운 이름을 만들었다.

## 에이즈 환자와 그 가족의 활동
1982년 뉴욕에서 래리 크레이머, 나단 페인, 래리 매스, 폴 포팜, 폴 라포포트와 에드먼드 화이트가 공식적으로 GMHC(Gay Health Crisis)를 설립했다.
또한 1982년 Michael Cullen과 Richard Berkowitz는 "전염병 동안 섹스를 하는 방법: 하나의 접근 방식"을 출판했다. 이 짧은 글에서, 동성애자들이 성적이고 애정이 있을 수 있는 동시에 HIV에 감염되거나 전파될 위험을 극적으로 줄일 수 있는 방법을 설명했다. 두 작가 모두 에이즈에 걸린 동성애자였다. 이 책자는 남성들에게 다른 남성들과 성관계를 가질 때 콘돔을 사용하도록 권고한 최초의 책들 중 하나이다.
1980년대 에이즈 유행 초기에는 이 질병에 대한 정보가 거의 없었다. 또한 에이즈는 LGBT나 사회경제적 지위가 낮은 사람들과 같은 낙인 찍힌 집단에 영향을 미쳤기 때문에 전염병이 발병했을 초기에는 언론의 보도가 거의 없었다. 그러나 직접적으로든 사랑하는 사람을 통해서든, 에이즈로 고통받는 사람들로 구성된 운동 단체의 등장으로 전염병에 대한 대중의 관심이 높아졌다.

## 바이러스 동정

### 1983년 5월: LAV
1983년 5월 프랑수아즈 바레시누시와 뤼크 몽타니에를 포함하는 프랑스 파스퇴르 연구소의 의사 그룹은 림프절에서 에이즈의 원인이라고 생각되는 새로운 레트로바이러스를 분리했다고 보고했다. 이 바이러스는 나중에 LAV(Lymphadenopathy Associated Virus)로 명명되었으며 샘플은 미국 질병 통제 센터로 보내져 나중에 국립 암 연구소(National Cancer Institute, NCI)에 기증되었다.

### 1984년 5월: HTLV-III
1984년 5월 미국의 로버트 갈로가 이끄는 과학자 그룹이 바이러스의 발견을 확인했지만 인간 T-림프자극성 바이러스 유형 III(HTLV-III)로 이름을 변경했다.

### 1984년 8월:  ARV
샌프란시스코 캘리포니아 대학의 제이 레비 박사 그룹도 HIV 발견에 중요한 역할을 했다. 그는 1983년에 에이즈 바이러스를 독립적으로 분리하고 에이즈 관련 레트로바이러스(ARV)라고 명명했으며 1984년 《사이언스》(Science)에 그의 연구 결과를 발표했다.

### 1985년 1월: 둘 다 같은 것으로 판명
1985년 1월에 LAV와 HTLV-III에 대한 보다 자세한 보고서가 여러 차례 발표되었고, 3월에는 바이러스가 동일하다는 것이 밝혀졌다. 게다가 갈로의 실험실에서 분리한 바이러스는 몽타니에의 1983년 보고서 원본에서 조사된 환자의 림프액에서 유래했다는 것이 나중에 밝혀졌고, 에이즈의 원인 인자였다.

### 1986년 5월: HIV
1986년 5월, 국제 바이러스 분류 위원회는 두 이름 모두를 삭제하고 새로운 이름인 HIV를 사용해야 한다고 판결하였다.

### 노벨상
갈로 또는 몽타니에가 에이즈를 유발하는 바이러스의 발견에 대해 더 많은 공로를 인정받을 자격이 있는지 여부는 상당한 논란의 여지가 있다. 몽타니에는 동료인 바레시누시와 함께 인간 면역결핍 바이러스의 발견으로 2008년 노벨 생리의학상의 절반을 수상했다. 하랄트 추어 하우젠도 인유두종바이러스가 자궁경부암을 유발한다는 발견으로 공동수상했지만 갈로는 제외됐다. 갈로는 그가 공동 수상자로 지명되지 않는 것이 "실망스럽다"고 말했다. 몽타니에는 갈로가 노벨 위원회에서 인정받지 못한 것에 놀랐다고 말했다. "HIV가 에이즈의 원인이라는 것을 증명하는 것이 중요했으며 갈로가 이에 매우 중요한 역할을 했다. 로버트 갈로에게 미안하다." HIV 발견에 대한 레비 박사의 공헌은 노벨상 시상식에서도 인정되었다.

## 감시에 대한 사례 정의
1981년 6월 5일 이후로 Bangui 정의 및 1994년 세계보건기구의 에이즈 사례 정의와 같이 역학 감시를 위한 많은 정의가 개발되었다.

## 유전적 연구
2008년 미국국립과학아카데미 회보에 발표된 연구에 따르면, 스탠포드 의과대학의 로버트 셰이퍼가 이끄는 연구팀은 회색 쥐여우원숭이에게 유전적 구성에 내인성 렌티바이러스(HIV가 속하는 속)가 있다는 것을 발견했다. 이것은 렌티바이러스가 적어도 1,400만년 동안 존재해왔다는 것을 암시하는데, 이는 현재 알려진 HIV의 존재보다 훨씬 더 긴 기간이다. 게다가, 그 시기는 마다가스카르가 현재 아프리카 대륙과 여전히 연결되어 있던 시기에 해당한다; 이 여우원숭이는 나중에 바이러스 변종에 대한 면역성을 발달시켜 렌티바이러스가 다른 포유동물들 사이에 널리 퍼졌던 시대에 살아남았다. 이 연구는 바이러스의 기원과 진화의 공백을 메워주고 새로운 항바이러스제의 개발에 중요할 수 있기 때문에 의미가 있다.
2010년에 연구자들은 SIV가 적어도 32,000년 동안 Bioko에서 원숭이를 감염시켰다고 보고했다. 그 이전에는 원숭이에 의한 인간 면역결핍 바이러스 감염이 지난 수백 년 동안 발생했다고 믿어졌다. 과학자들은 인간이 HIV 감염에 자연적으로 적응하는 데 걸리는 시간이 아프리카의 원숭이가 감염의 피해 없이 SIV에 적응하는 것과 거의 같은 시간이 걸릴 것으로 추정한다.
2016 체코의 한 연구에서, 영장류와 유사하고 바로 공통 조상을 공유하는 포유류의 한 목인 말레이날여우원숭이의 게놈에 대한 바이러스를 연구한 결과, 돌연변이 비율과 현대 렌티바이러스를 바탕으로 약 4,000~6,000만년 전에 출현한 내인성 렌티바이러스를 발견했다.

## 신빙성 없는 가설
에이즈의 기원에 대한 다른 가설들이 제시되었다. 에이즈 부정주의는 HIV나 에이즈가 존재하지 않거나 에이즈가 HIV에 의한 것이 아니라고 주장한다. 그 지지자들 중 일부는 에이즈가 성이나 약물 사용을 포함한 생활방식에 의한 것이지 HIV에 의한 것이 아니라고 믿는다. 두 가지 형태의 에이즈 부정은 과학적 합의에 의해 거부되었다. HIV가 에이즈를 일으킨다는 증거는 일반적으로 병리학자들 사이에서 설득력 있는 것으로 여겨진다.  대부분의 부정주의 주장은 시대에 뒤떨어진 데이터에 기초한다. HIV가 소련 선전활동에 의해 만들어진 생물학적 무기로서 미국 정부에 의해 만들어졌다는 믿음은 많은 수의 아프리카인들과 아프리카계 미국인들에 의해 지지받고 있다.

## 같이 보기
- HIV/AIDS 연표